# Венгерский ирредентизм

Зелёным цветом обозначены Земли короны Святого Стефана (Транслейтания), венгерские территории в Австро-Венгерской монархии, состоявшие из Королевства Венгрии и Королевства Хорватии и Славонии. Венгрия также совместно с Австрией управляла кондоминиумом Босния и Герцеговина (синяя территория) (Цислейтания).

Венгерский ирредентизм — ирредентистские политические идеи, касающиеся возвращения границ территорий исторического Венгерского королевства. Более реальная цель состоит в установлении влияния на населённые венграми районы в соседних с Венгрией странах. Венгерская историография использует термин «Историческая Венгрия».
Трианонский договор определил современные границы Венгрии, и по его положениям Венгрия, после удовлетворения запросов вновь появившихся центрально-европейских государств, получила примерно на 72 % меньше земель и примерно на две трети меньше жителей по сравнению с тем, что имело Королевство Венгрия в составе объединённой Австро-Венгрии. Почти 5 миллионов венгров оказались гражданами Австрии, Польши, Чехословакии, Румынии, Королевства сербов, хорватов и словенцев. При этом до Первой мировой войны лишь 54 % жителей довоенного Королевства Венгрия были венграми. После вступления договора в силу венгерские лидеры стали призывать к непризнанию и к отмене некоторых его положений. Эта политическая цель привлекла большое внимание и была серьёзной национальной проблемой вплоть до Второй мировой войны.
При этом, несмотря на идею «самоопределения народов», провозглашаемую лидерами союзных держав-победителей, был разрешён только один плебисцит (позже известный как Шопронский плебисцит) для урегулирования спорных границ бывшего Королевства Венгрия, урегулировавший небольшой территориальный спор между первой Австрийской Республикой и Королевством Венгрия. Во время плебисцита в конце 1921 года избирательные участки находились под надзором британских, французских и итальянских офицеров армии союзных держав.
Подогреваемое чувство национального унижения и идеи ирредентизма в 1930-х годах привели Венгрию к заключению союза с гитлеровской нацистской Германией. Историк Ева С. Балог в работе, посвященной межвоенной истории Венгрии писала: «Участие Венгрии во Второй мировой войне было обусловлено желанием пересмотреть Трианонский договор, чтобы вернуть территории, утраченные после Первой мировой войны. Это было основой внешней политики Венгрии в межвоенный период».
При поддержке стран Оси Венгрии удалось временно захватить некоторые регионы бывшего Королевства по Первому Венскому арбитражу 1938 года (южная Чехословакия с преимущественно венгерским населением) и Второму Венскому арбитражу 1940 года (Северная Трансильвания с этнически смешанным населением), а также в ходе военной кампании захватить регионы Карпатской Руси в 1939 году и этнически смешанные Бачку, Баранью, Меджимурье и Прекмурье в 1941 году (венгерская оккупация югославских территорий). После окончания Второй мировой войны границы Венгрии, определенные Трианонским договором, были восстановлены, за исключением трёх венгерских деревень, которые были переданы Чехословакии. Сегодня эти деревни административно входят в состав Братиславы.

## История

### Предыстория
Независимое Королевство Венгрия было основано в 1000 году н. э. и оставалось региональной державой в Центральной Европе до тех пор, пока Османская империя не завоевала его центральную часть в 1526 году после битвы при Мохаче . В 1541 году территория бывшего Королевства Венгрии была разделена на три части: на западе и севере Габсбургское Королевство Венгрия сохранило свое существование под властью Габсбургов; османы контролировали южно-центральные части бывшего Королевства Венгрии; в то время как на востоке Восточно-Венгерское Королевство (позднее Княжество Трансильвания) было образовано как полунезависимое образование под османским сюзеренитетом . После османского завоевания Венгерского королевства этническая структура королевства стала становиться более многонациональной из-за иммиграции в малонаселенные районы. В период с 1683 по 1717 год Габсбургская монархия завоевала все османские территории, входившие в состав Венгерского королевства до 1526 года, и включила некоторые из этих территорий в состав Венгерского королевства Габсбургов.
После подавленного восстания в 1848—1849 годах Королевство Венгрия и его сейм были распущены, а территория Королевства Венгрия была разделена на 5 округов: Пешт и Офен, Эденбург, Пресбург, Кашау и Гросвардейн, напрямую управлявшихся из Вены, в то время как Хорватия, Славония и Сербское воеводство и Банат Темешвар были отделены от Королевства Венгрия в период между 1849 и 1860 годами. Однако это новое централизованное правление не смогло обеспечить стабильность, и в результате военных поражений Австрийская империя была преобразована в Австро-Венгрию в соответствии с Австро-Венгерским компромиссом 1867 года, по которому Королевство Венгрия стало одним из двух субъектов новой дуалистической монархии с самоуправлением во внутренних делах.

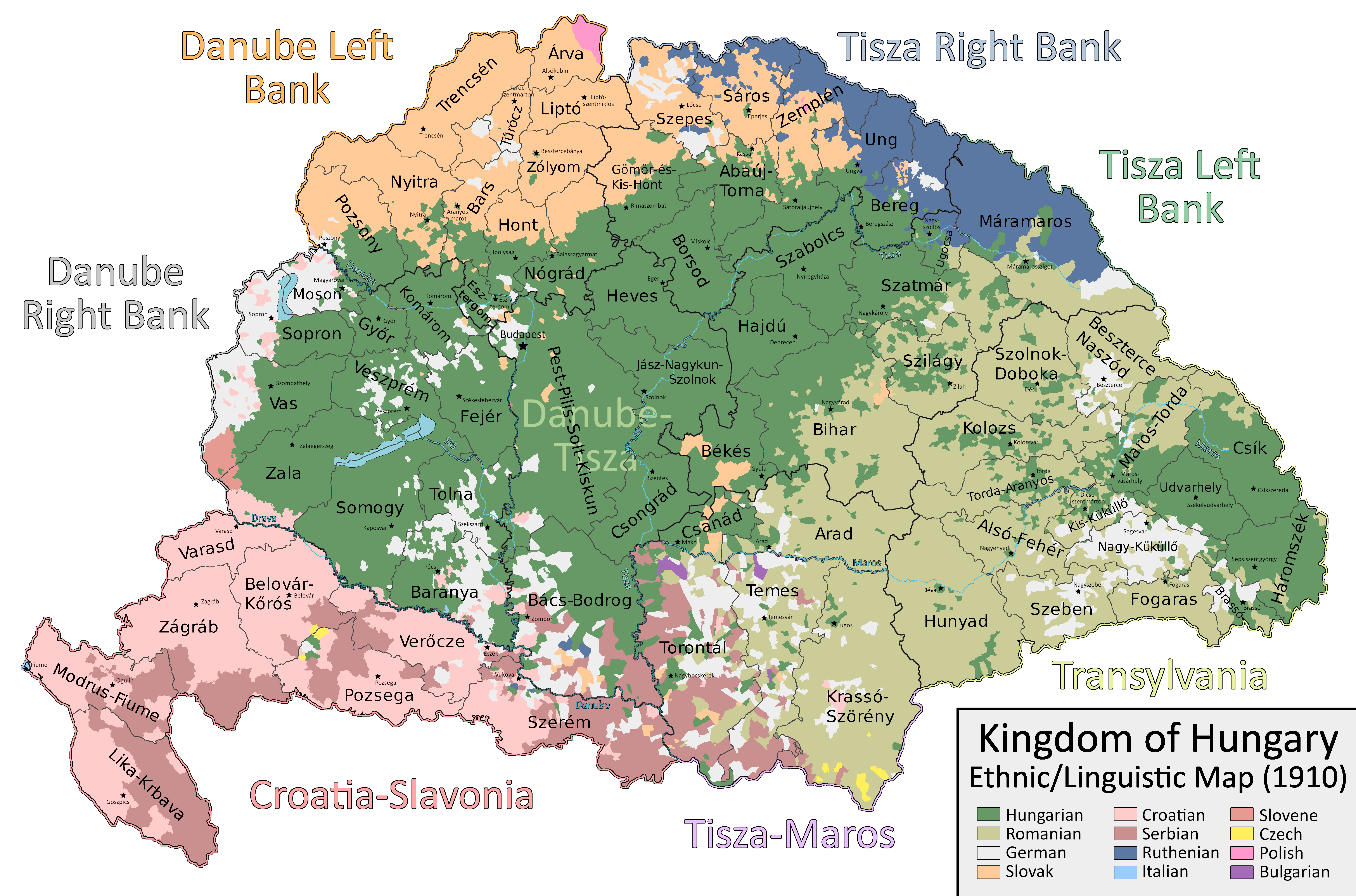
Этническая и политическая ситуация в Венгерском королевстве по данным переписи 1910 года

Значительное число деятелей, которые сегодня считаются важными в венгерской культуре, родились на территориях современных Румынии, Словакии, Польши, Украины и Австрии. Названия венгерских блюд, распространенные фамилии, пословицы, поговорки, народные песни и многое другое также указывают на эти богатые культурные связи. После 1867 года невенгерские этнические группы подвергались ассимиляции и мадьяризации.
До Первой мировой войны только три европейские страны провозгласили права этнических меньшинств и приняли законы, защищающие меньшинства: первой была Венгрия (1849 и 1868), второй — Австрия (1867) и третьей — Бельгия (1898). Напротив, правовые системы других европейских стран до Первой мировой войны не допускали использования языков европейских меньшинств в начальных школах, в культурных учреждениях, в учреждениях государственного управления и в судах.
Среди наиболее заметных мер политики было продвижение венгерского языка в качестве официального языка страны (взамен латыни и немецкого); однако это часто происходило в ущерб западнославянским языкам и румынскому языку.

### Первая мировая война

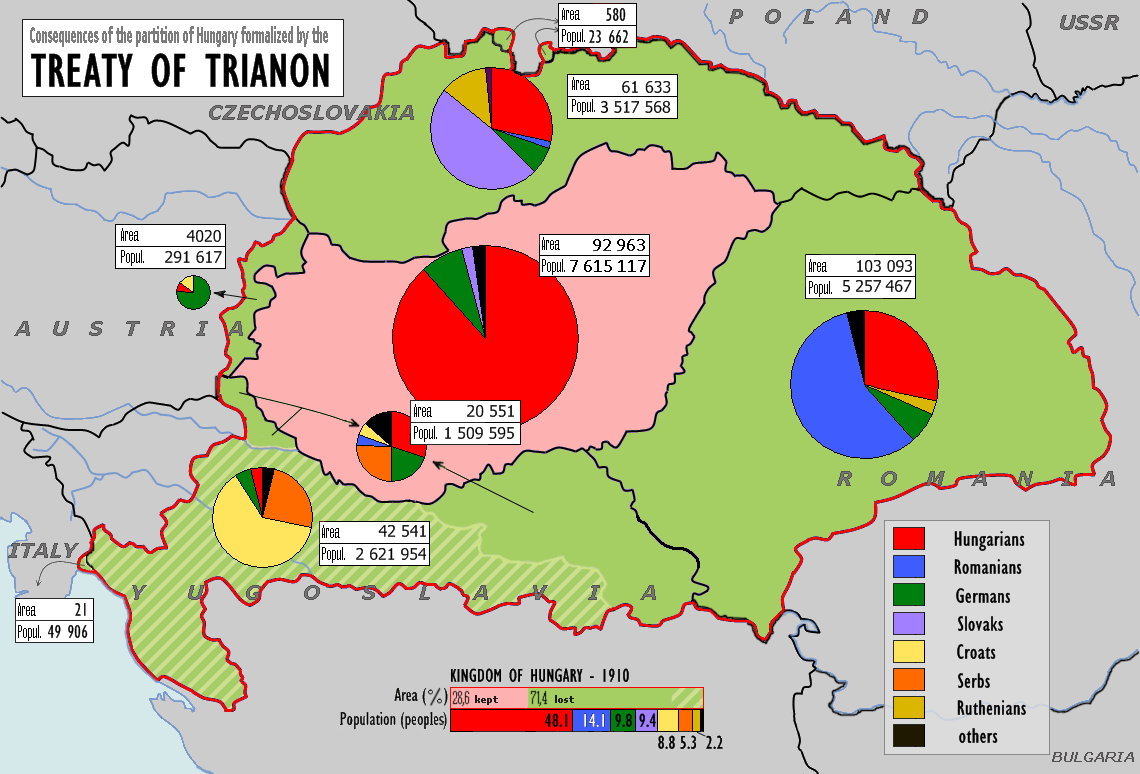
Территории, переданные по Трианонскому договору, и их население (красным обозначено венгерское население)

Мирные договоры, подписанные после Первой мировой войны, переопределили национальные границы Европы. Распад Австро-Венгрии после ее поражения в Первой мировой войне предоставил возможность подданным старой монархии сформировать свои собственные национальные государства, однако, по понятным причинам, большинство образовавшихся государств на практике стали многоэтническими государствами. Трианонский договор 1920 года определил границы нового венгерского государства: на севере словацкие и русинские области, включая районы с венгерским большинством, вошли в состав нового государства Чехословакия. Трансильвания и большая часть Баната вошли в состав Румынии, в то время как Хорватия-Славония и другие южные районы стали частью нового государства Югославия .
В посттрианонской Венгрии осталось около половины прежнего населения бывшего королевства. Население территорий королевства, не вошедших в состав пост-Трианонской Венгрии, имело значительную долю этнических венгров и ряд территорий с подавляющим венгерским большинством. К тому же, три четверти еврейского населения бывших венгерских территорий указывали венгерский как родной язык (остальные — немецкий), поскольку идиш не был доступен для выбора.
| Область           | венгры | немцы  | румыны | сербы  | хорваты | русины | словаки | Примечание |
| ----------------- | ------ | ------ | ------ | ------ | ------- | ------ | ------- | --- |
| Трансильвания     | 31,7 % | 10,5 % | 54.0 % | 0,9 %  |         |        | 0,6 %   | Венгры сосредоточены в Секейском крае (венгерское большинство), а также имеют значительную численность в приграничных районах. |
| Воеводина         | 28,1 % | 21,4 % | 5.0 %  | 33,8 % | 6.0 %   | 0,9 %  | 3,7 %   | |
| Закарпатье        | 30,6 % | 10,6 % | 1,9 %  |        |         | 54,5 % | 1.0 %   | 1,0 % словаки и чехи |
| Словакия          | 30,2 % | 6.8 %  |        |        |         | 3,5 %  | 57,9 %  | венгры сосредоточены на юге, где сегодня венгерское большинство.                                                               |
| Бургенланд        | 9.0 %  | 74,4 % |        |        | 15 %    |        |         | |
| Хорватия-Славония | 4.1 %  | 5.1 %  |        | 24,6 % | 62,5 %  |        |         | |

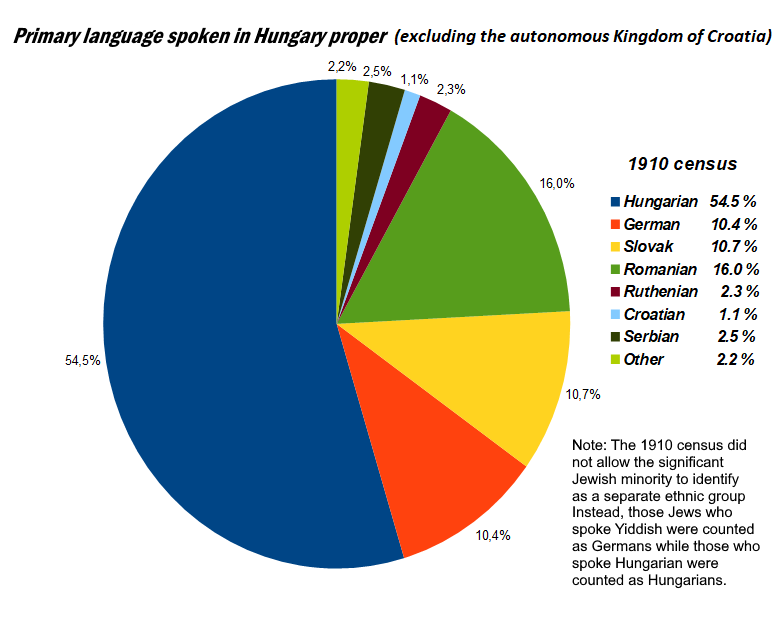
В Королевстве Венгрия перепись 1910 года проводилась на основе родного языка. По данным переписи, для 54,4 % жителей Венгрии венгерский язык является родным. В это число входила еврейская этническая группа (около 5 % населения по данным отдельной переписи населения по вероисповеданию и около 23 % граждан Будапешта), которые в подавляющем большинстве были венгероязычными (евреи имели тенденцию называть немецкий родным языком из-за иммиграции евреев, родным языком которых был идиш/немецкий).

Таким образом, почти 3 миллиона этнических венгров остались за пределами границ пост-Трианонской Венгрии. Самой многочисленной невенгерской частью населения были немцы (дунайские швабы) — 550 062 человека (6,9 %) и венгерские евреи — 473 310 человек (5,9 %).

### Последствия

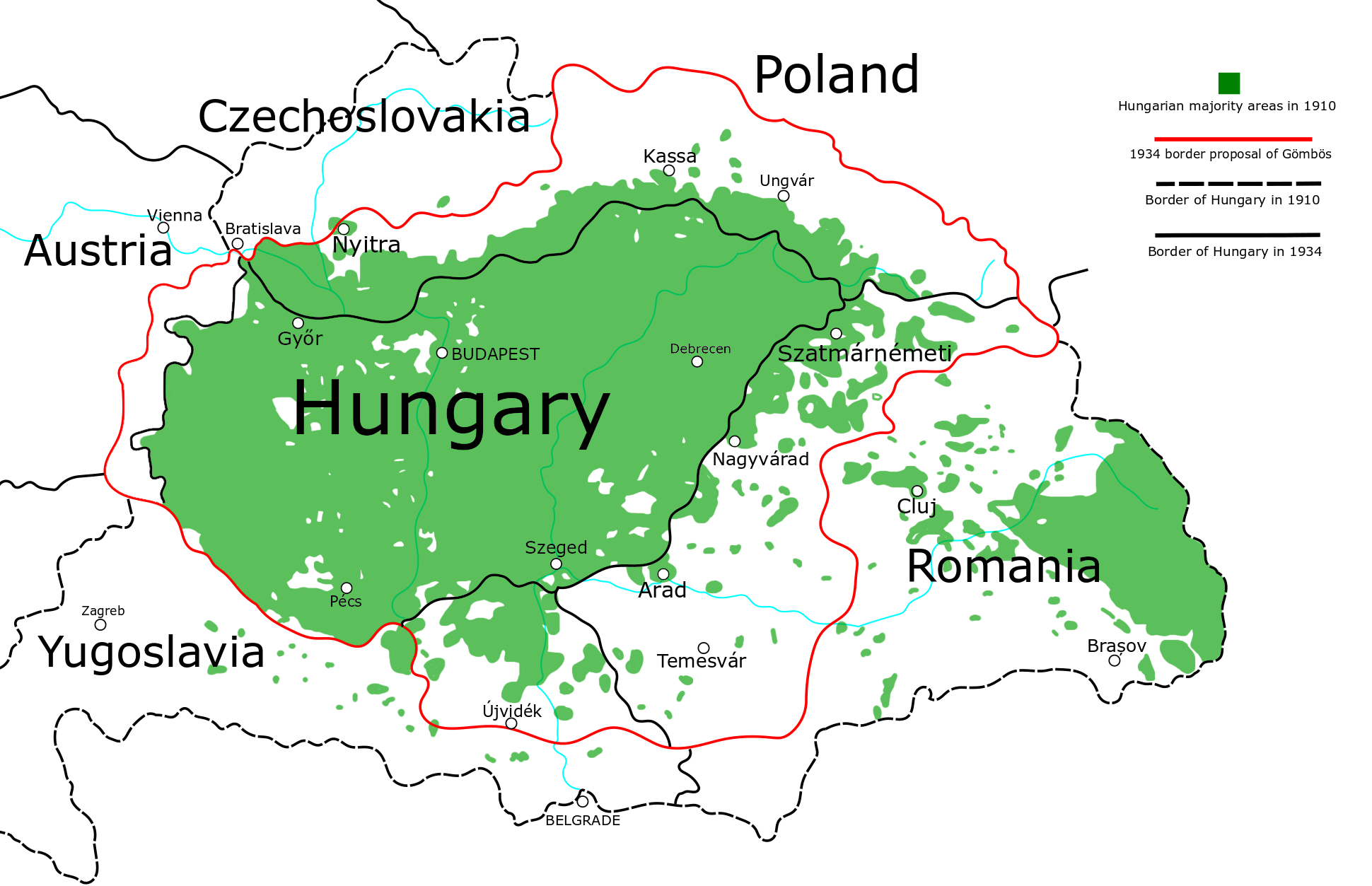
Предложение Дьюлы Гёмбёша о границе, представленное Муссолини в 1934 году

После Трианонского договора в Венгрии стала популярной политическая концепция, известная как венгерский ирредентизм. Венгерские националисты ставили своей политической целью восстановление границ исторического дотрианонского королевства Венгрии.
Обоснованием этой цели обычно служил тот факт, что две трети территории страны были заняты соседними странами, на которых проживало около 3 миллионов человек.
Все межвоенные правительства Венгрии были одержимы идеей возвращения, по крайней мере, территорий, населенных мадьярами за пределами Венгрии. В 1934 году Дьюла Гёмбёш по просьбе Бенито Муссолини представил территории, которые он хотел бы мирно присоединить.

### Попытки реализации в ходе Второй мировой войны

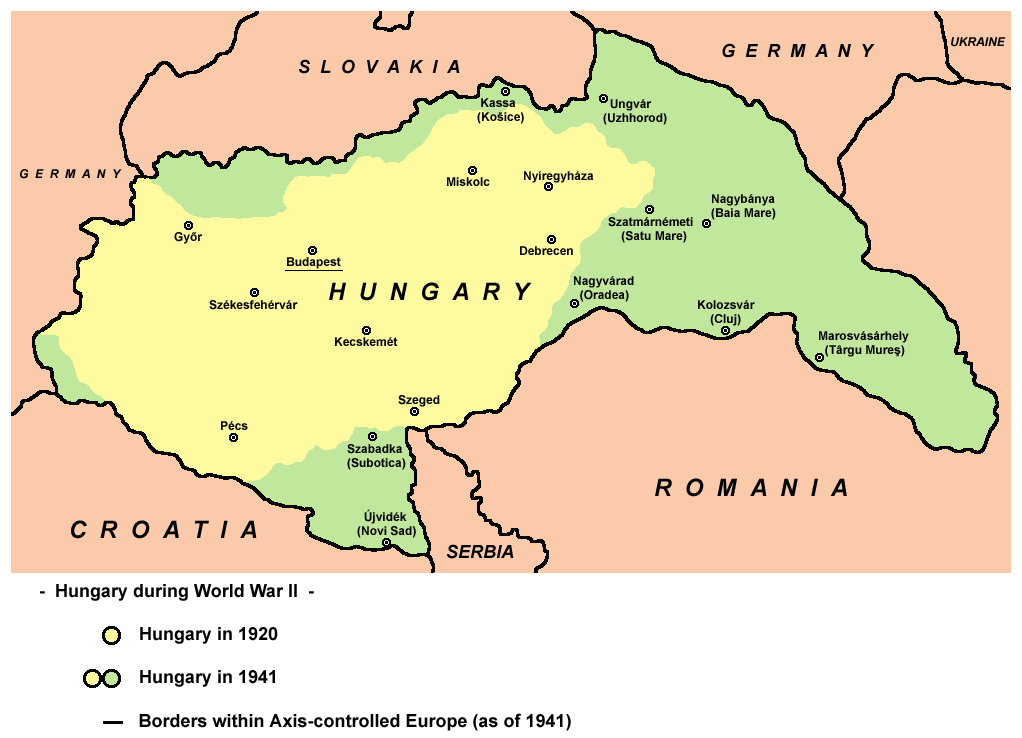
Венгрия в 1920 и 1941 годах

Правительство Венгрии вступило в союз с нацистской Германией во время Второй мировой войны в обмен на гарантии восстановления границ Великой Венгрии. Эта цель была частично достигнута, когда в начале войны Венгрия повторно аннексировала территории Чехословакии, Румынии и Югославии. Эти аннексии были подтверждены Мюнхенским соглашением (1938), двумя Венскими арбитражами (1938 и 1940) и агрессией против Югославии (1941), последняя из которых произошла через неделю после того, как немецкая армия уже вторглась в Югославию.
Ференц Салаши, лидер Венгрии с 16 октября 1944 года, предполагал создание «Карпато-Дунайской» федерации. По его словам, он исключил евреев, которые не были «укоренены» в Карпатском бассейне, поэтому их следовало переселить в еврейское государство, но не убивать («асемитизм»). Салаши назвал свою идеологию венгеризмом.
Установление венгерского правления в некоторых местах вызвало восстание части невенгерского населения, а ответные действия венгерских войск сопровождались военными преступлениями, такими как резня в Ипе и Трезне в Северной Трансильвании или в Бачке.
Еврейское население Венгрии и оккупированных ею территорий было почти полностью уничтожено в результате Холокоста. После войны захваченные территории были вновь возвращены соседним странам.

## Современная эпоха
В 2010 году Венгрия изменила своё законодательство о гражданстве, таким образом, любой гражданин, который может подтвердить своё происхождение на любой территории, исторически принадлежащей Венгрии, может также получить венгерское гражданство, если он может говорить на венгерском языке.
Территории с венгерским населением в соседних с Венгрией государствах:
| Государство, регион | Доля венгров                                                   | Культурный, политический центр | Предложенная автономия |
| Румыния части Трансильвании (в основном Харгита, Ковасна и часть уездов Муреш, Центральная Румыния), см.: Венгры в Румынии | 1 227 623 (6,5 %) в Румынии 1 216 666 (17,9 %) в Трансильвании | Тыргу-Муреш Клуж-Напока        | Земля Секей (площадь которой составит 13 000 км²) и населением 809 000 человек, из которых 75,65 % венгры)                                 |
| Сербия части Воеводины на севере Сербии, см.: Венгры в Сербии                                                              | 184,442 (2.77 %) в Сербии 182 321 (10,48 %) в Воеводине        | Суботица                       | Венгерская региональная автономия (площадь которой составит 3813 км²) и населением 253 977 человек, из которых 44,4 % венгры и 29 % сербы) |
| Словакия части южной Словакии, см.: Венгры в Словакии                                                                      | 422,065 (7.7 %)                                                | Комарно                        | — |
| Украина части Закарпатской области на юго-западе Украины, см.: Венгры на Украине                                           | 156 566 (0,3 %) в Украине 151 533 (12,09 %) в Закарпатье       | Берегово                       | — |

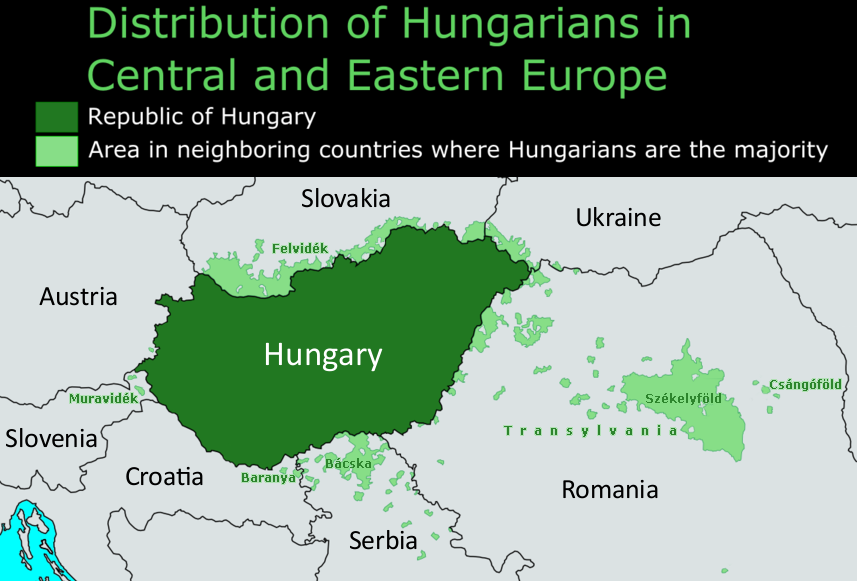
Районы с этническим венгерским большинством в соседних с Венгрией странах, по словам Ласло Шебека.

Во время Венгерской Народной республики коммунистическая идеология поддерживала видимость межэтнического мира.
Падение коммунизма вызвало ожидания венгерских меньшинств в соседних странах. Венгерские политики проводили кампанию за формализацию прав венгерских меньшинств в соседних странах, тем самым вызывая беспокойство в регионе. Они достигли соглашений о необходимости гарантировать права венгерских меньшинств и создали новые организации для продвижения культурных прав и участия в политической жизни.
Последний скандал, вызванный правительством Виктора Орбана, произошёл, когда Венгрия заняла пост председателя ЕС в 2011 году, когда на «исторической хронологии» была представлена — среди прочих культурных, исторических и научных символов или изображений Венгрии — карта Великой Венгрии 1848 года, когда Будапешт правил большими территориями своих соседей.
В мае 2020 года премьер-министр Виктор Орбан произвёл фурор в соседних странах, разместив на Facebook историческую карту Венгерского королевства перед ежегодным выпускным экзаменом для учащихся средних школ.
В агитационных материалах партии Йоббик в начале 2010-х годов содержались карты Великой Венгрии до 1920 года.

### Словакия

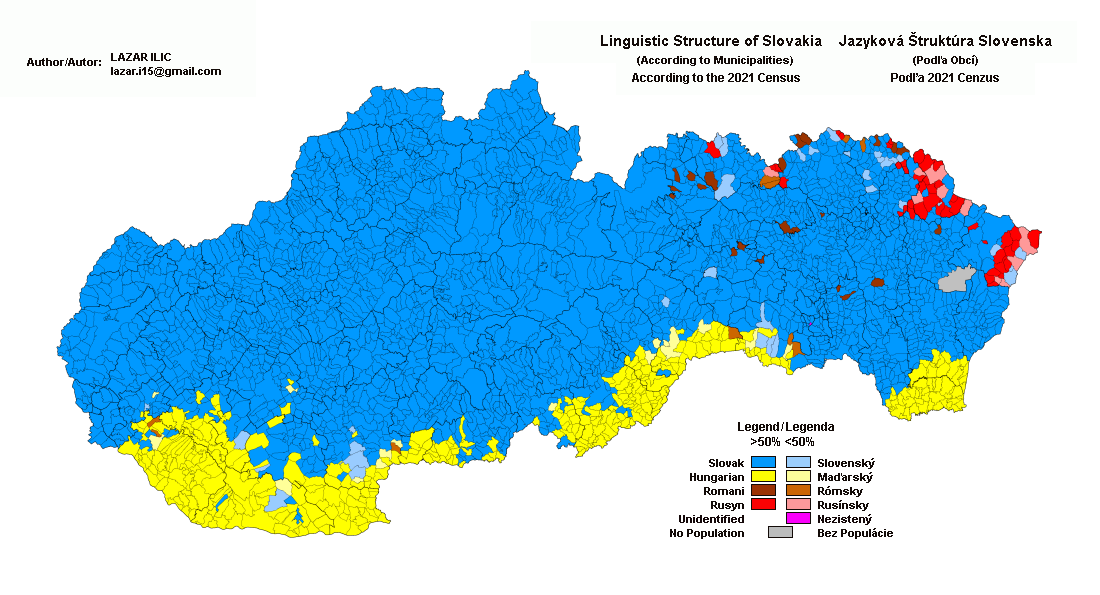
Языковой состав Словакии по данным переписи 2021 года, жёлтый венгерский

Под сильным давлением со стороны ЕС и НАТО в марте 1995 года Венгрия подписала двусторонний государственный договор со Словакией о добрососедских отношениях и дружественном сотрудничестве, направленный на разрешение споров, касающихся границ и прав меньшинств.

### Румыния

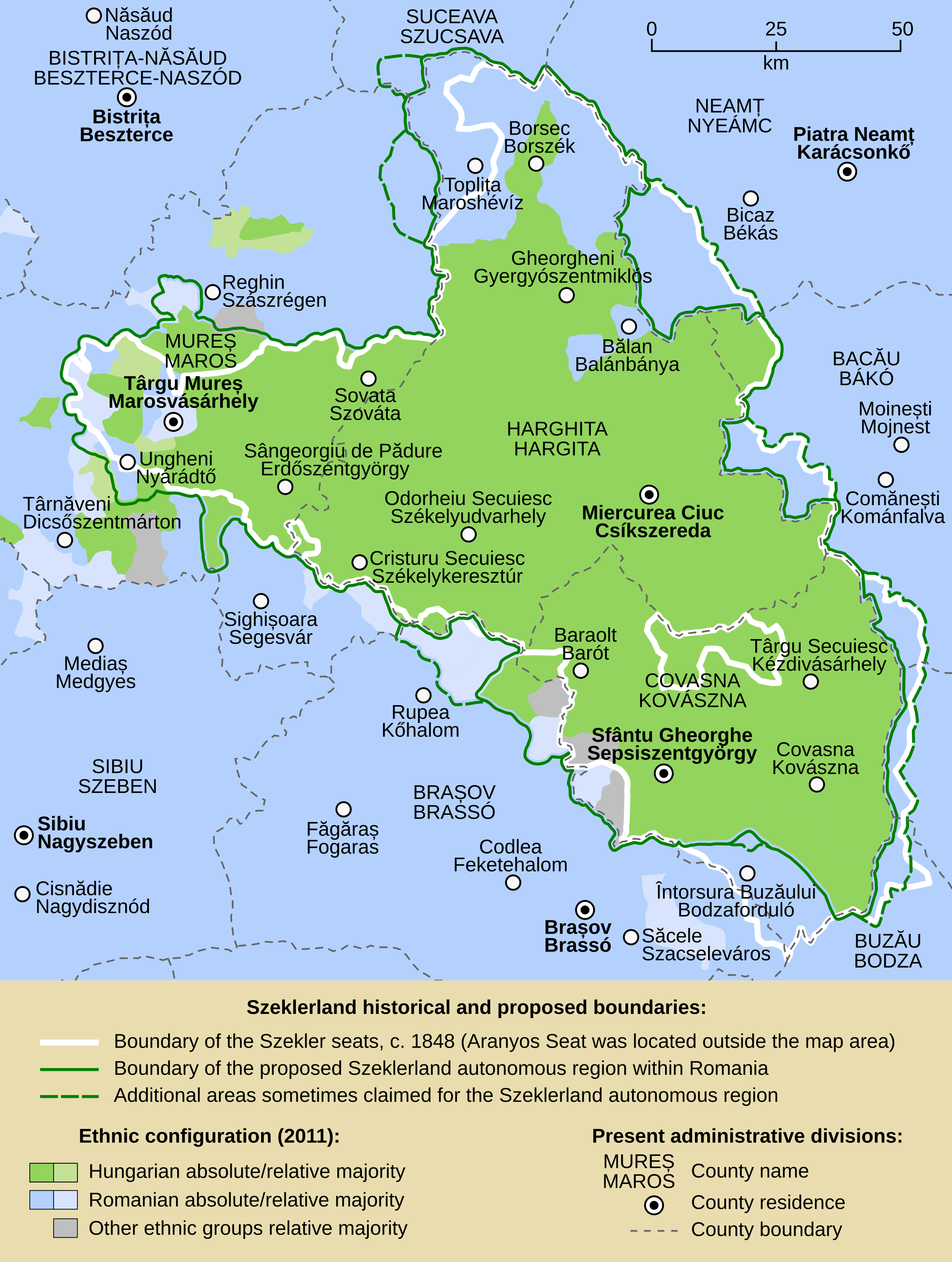
Земля Секей, как её видят сторонники автономии

После Второй мировой войны в Трансильвании была создана Венгерская автономная область (с 1960 года - Муреш-Венгерская), в которую вошла большая часть земель, населённых секеями. Этот регион просуществовал до 1968 года, когда административная реформа вновь разделила Румынию на нынешние жудецы. С 1947 года до Румынской революции 1989 года и смерти Николае Чаушеску происходила систематическая румынизация венгров с рядом дискриминационных положений, лишавших их культурной идентичности. Эта тенденция начала ослабевать после 1989 года, однако вопрос об автономии секеев остаётся болезненным.
16 сентября 1996 года, после пяти лет переговоров, Венгрия и Румыния также подписали двусторонний договор, обе страны признали необходимость улучшения добрососедских отношений, как предварительного условия для членства в НАТО.

### Сербия

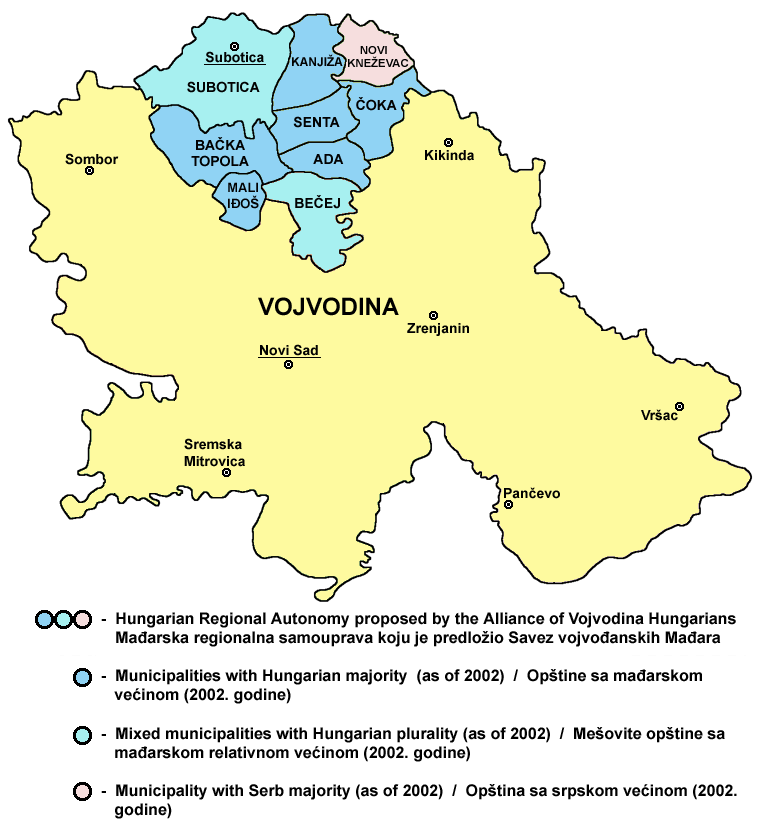
Карта предлагаемой венгерской региональной автономии в сербском крае Воеводина

В Сербии существует пять основных венгерских политических партий:
- Альянс венгров Воеводины во главе с Иштваном Пастором
- Демократическое братство венгров Воеводины.
- Демократическая партия венгров Воеводины.
- Гражданский союз венгров.
- Движение венгерской надежды.

Эти партии выступают за создание территориальной автономии для венгров в северной части Воеводины, которая включала бы муниципалитеты с венгерским большинством.

### Украина

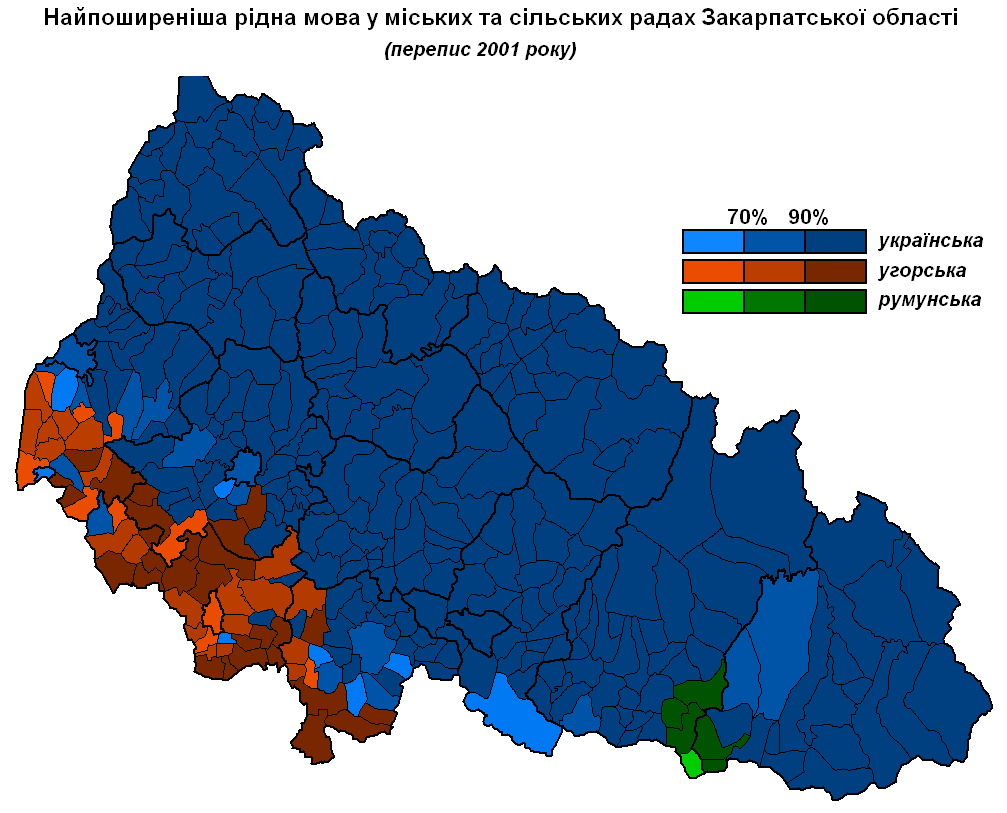
Наиболее распространённый родной язык и его распространённость по городским и сельским районам Закарпатской области, перепись 2001 г.

К 2015 году венгерские власти объявили о предоставлении гражданства около 100 000 этническим венграм Закарпатья. Несмотря на то, что в Конституции Украины указано, что в стране существует только одна форма гражданства, киевское правительство в течение нескольких лет вообще не обращало внимания на выдачу венгерских паспортов в Закарпатье, поскольку многие из них также имели двойное гражданство. С 2021 года единственными лицами, которым законодательно запрещено приобретать двойное гражданство в Украине, являются государственные служащие.
Вторжение России в Украину в 2022 году обострило дискуссии о защите венгерского населения Украины.
27 января 2024 года Ласло Тороцкаи заявил на конференции, что его партия «Mi Hazánk Mozgalom» будет претендовать на регион на западе Украины, населённый венграми, если война приведёт к потере Украиной своей государственности.